# フェラーリ・F430
フェラーリ・F430（Ferrari F430 ）は、イタリアの自動車メーカーフェラーリが製造、販売していたミッドシップスポーツカー。

## 解説
2004年、販売に成功した360モデナの後継モデルとしてモンディアル・ド・ロトモビルでデビュー。同年欧州モデルを発売、翌年の2005年に右ハンドル仕様、アメリカ仕様が発売された。
シャシーは360を基本に設計されV8エンジンは4.3Lとなり、フェラーリ・F355と360に採用されていた1気筒5バルブは廃され4バルブとなる。360と比べて出力は90PS、トルクは9.4kgf·m高められ、490PSと47.4kgf·mを発生する。
トランスミッションはMTとF1マチック（パドルシフトを備えたセミAT）から選ぶことができ、いずれも6速である。左/右ハンドルが選べる。
モデル名の「F430」はFerrariの4.3Lエンジン車であることによる。F355の後継である360モデナではフェラーリであることを表す「F」がなくなっていたが、F430では再び復活した。
日本での価格はクーペのMTが2,400万円、F1マチックが2,547万円。スパイダーのMTが2,600万円、F1マチックが2,755万円であった（2009年5月時点）。 

### スタイリング
ボディデザインはピニンファリーナのチーフデザイナー、フランク・ステファンソンが手掛け、基本的に先代360を踏襲したかたちになっているが、ボディはより煮詰められ空力特性が向上している。空気抵抗値は360と変わらないが、360のネックだったダウンフォースが大幅に高められている。特徴的なフロントノーズ回りは1961年のF1を制した156F1、および1961年のル・マン24時間レース優勝車250TR61のシャークノーズと呼ばれるデザインをモチーフとし、ライトは1つのプロジェクターランプでハイ/ロービームを切り替えるバイキセノンヘッドライトが採用された。フェラーリ・テスタロッサを思わせるサイドミラーには『F430』の文字が刻まれている。
テール部分はフェラーリ・エンツォフェラーリと同じく尾灯上面が露出した造形となっており、意匠的に新しく生まれ変わっている。
リアエンド下部には大型のディフューザーが装着され、走行時のダウンフォース発生に大きく寄与している。
また、タイヤも、490PSの大出力に対応するため360モデナよりもサイズアップされ、フロント225/35ZR19、リア285/35ZR19となっている。

### メカニズム
F430で新しく取り入れられた技術として以下のものがある。いずれもF1参戦で培われた技術をフィードバックしたものである。
- Launchcontrol

ローンチコントロールの採用。CSTを解除しLCボタンで設定、左足でブレーキを踏み回転数を上げた所でブレーキを離すとクラッチが繋がり発進するシステム。
- E-Diff

エレクトリック・ディファレンシャルの略で、電子制御の差動装置。従来の差動装置に比べると、駆動力の損失が少ないと謳われている。
この他にも、（すでにフェラーリ・360チャレンジ・ストラダーレ、エンツォ・フェラーリで採用済みの）カーボンブレーキも採用されている。このブレーキは、冷間時の制動性は甘いが耐フェード性が高く、スポーツ走行に適している。

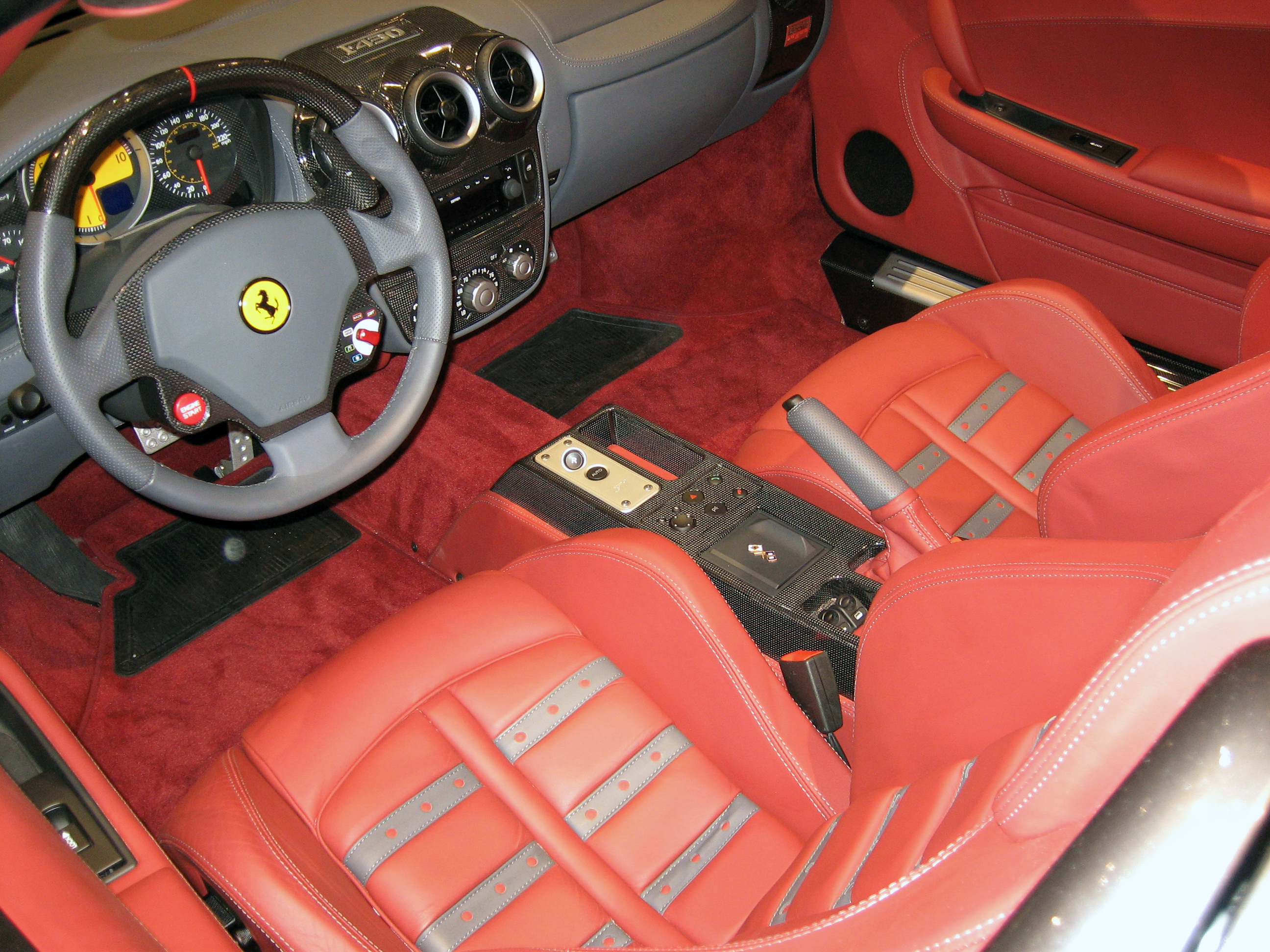
インテリア
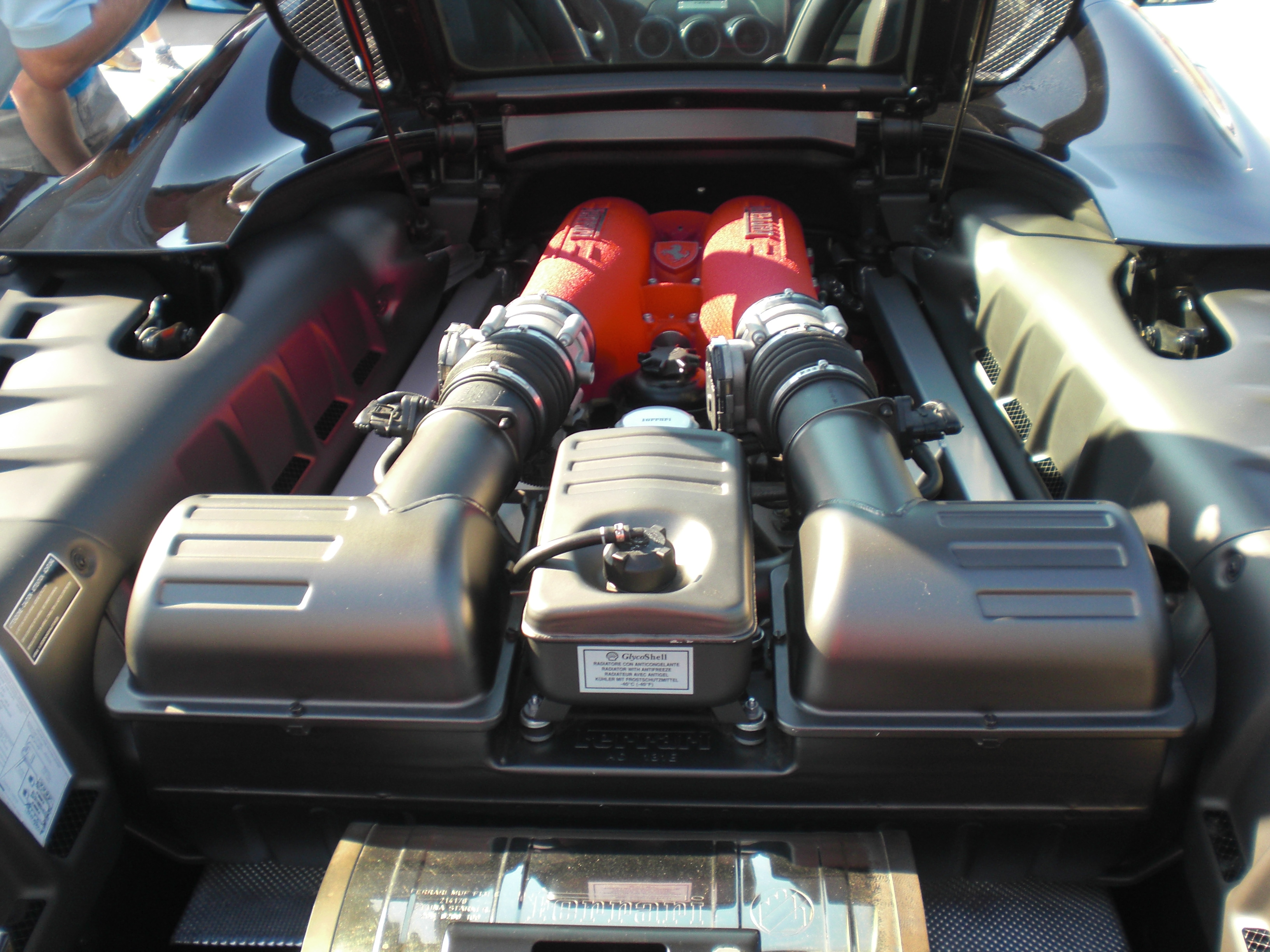
エンジン
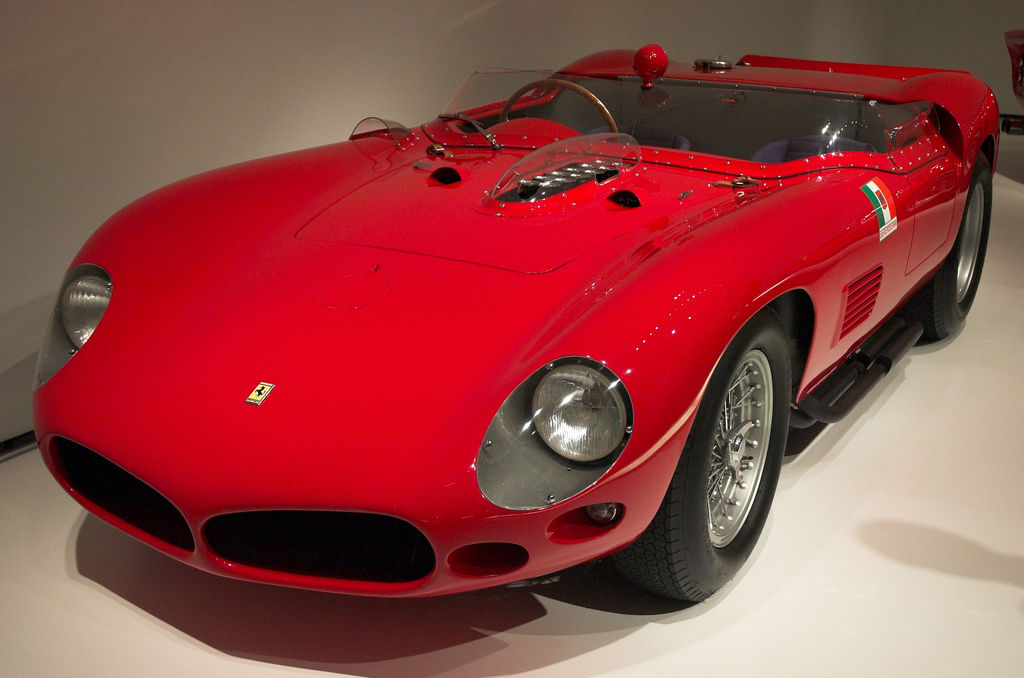
250 TR 61 Spyder Fantuzzi
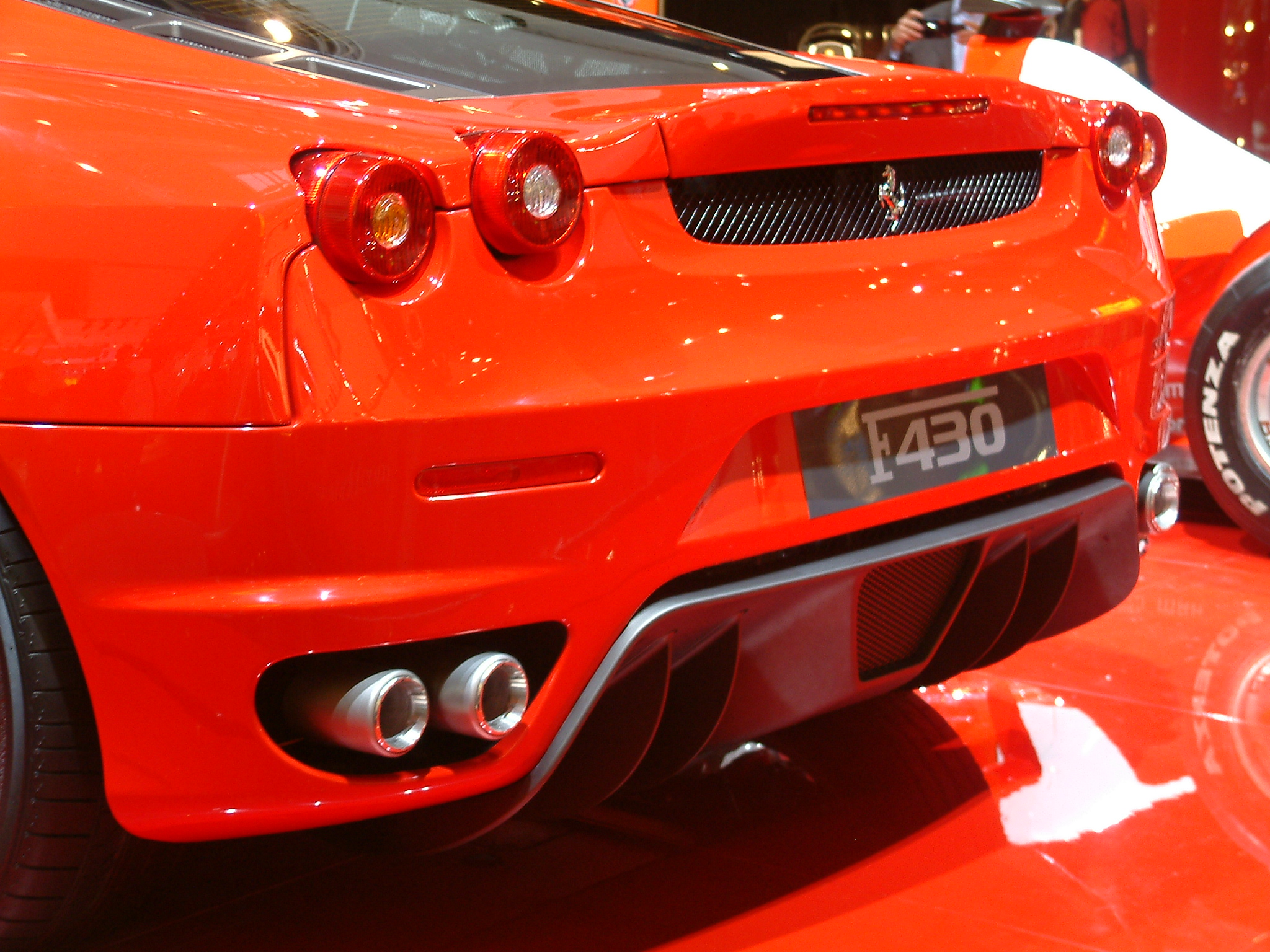
特徴的な尾灯

## バリエーション

### F430スパイダー
F430のコンバーチブルバージョン。2005年のジュネーブモーターショーで発表され、フェラーリの21番目のコンバーチブルになった。この車は、F1カーに使用される空力シミュレーションプログラムを使用してピニンファリーナによって設計された。コンバーチブルトップのシステムは基本的に先代の360スパイダーと共通のものであり、ドイツのCTS社によって製造される。クローズドトップからオープンエアコンバーチブルへの変換は、2段階の折りたたみアクションであり、ルーフパネルはエンジンベイの上のスペース内で自動的に折りたたまれ、スパイダーの内部と性能はクーペのそれと同じだが、重量が増加し、最高速度が5km/h減少している。

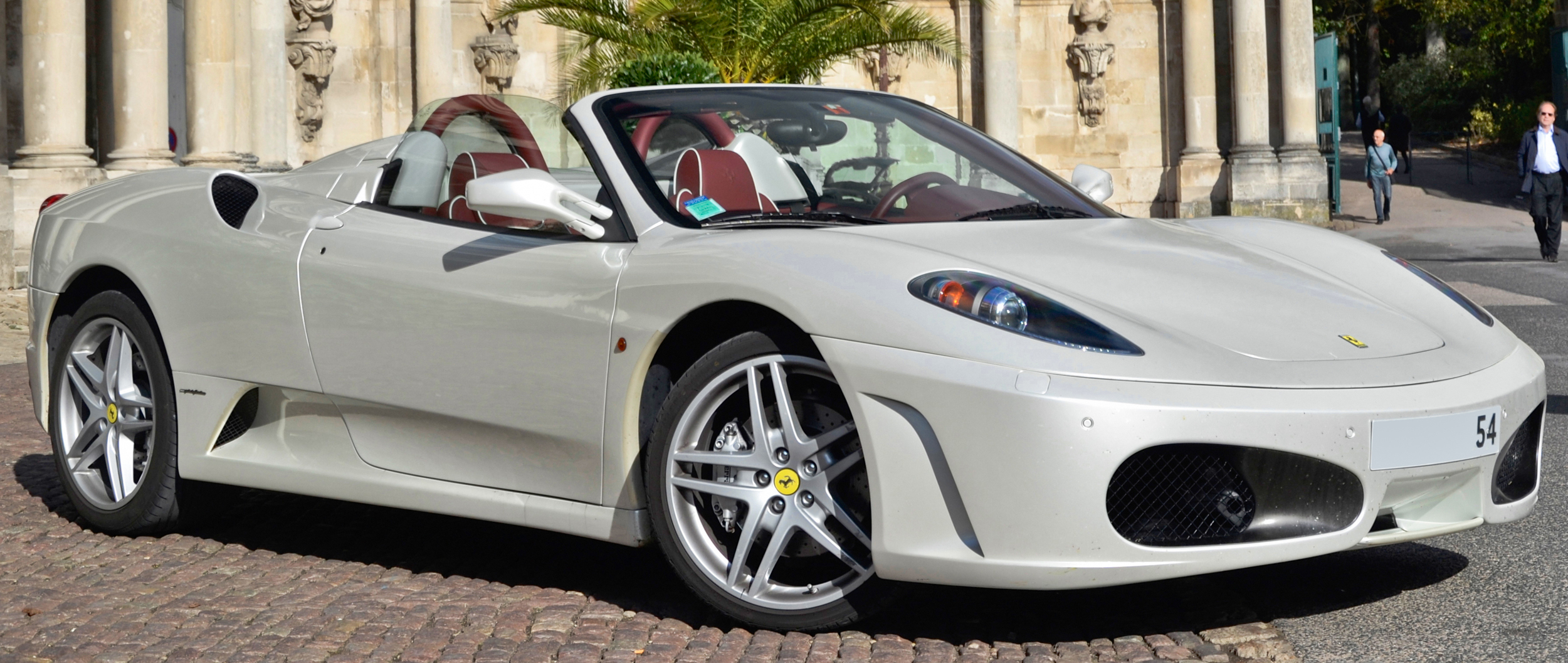
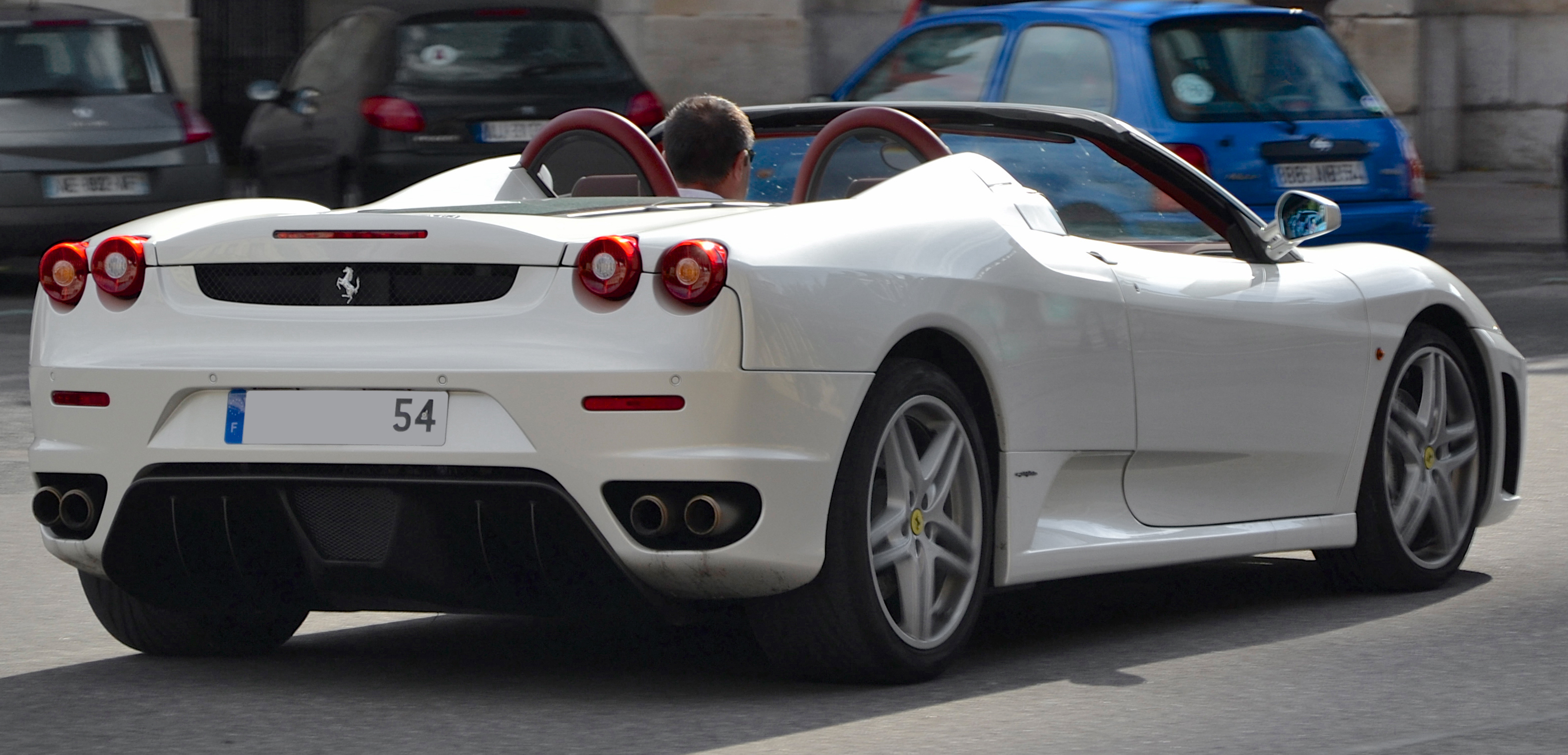

### 430スクーデリア
2007年のフランクフルトモーターショーで発表された軽量モデル。360チャレンジストラダーレの後継として、F430をベースによりスポーツドライビングを好むオーナーのために製作され、発表会にはミハエル・シューマッハも同席した。スクーデリアは「厩舎」を意味し、フェラーリのモーターレーシングチームの名称としても使用されている。
4.3 L V型8気筒エンジンは吸気および排気系に改良が加えられたほか、イオン検知ノック検出システムによって圧縮比を向上させ、最高出力375kW（510PS）/8,500rpm、最大トルク471N⋅m（347lb⋅ft）/5,250rpmを発生、パワーウェイトレシオはF430の2.96 kg / hpから2.5kg / hpに向上した。車重はF430より約200kg軽い1,250kgで、0-100km/h加速は3.6秒以下、最高速度は320km/h以上。
6速セミATのトランスミッションは、高圧の油圧アクチュエーターが組み込まれた第2世代「スーパーファスト2」に進化し、シフトタイムは0.06秒と公表されている。スタビリティコントロールには、F430の「E-Diff」と、599の「F1-Trac」を組み合わせた新システム「E-Diff2」が装備される。
F430とのエクステリアの違いとしては、フロントノーズ左右に設けられたエアインテーク開口部の形状のほか、リアエキゾーストはF430ではテール下部で4本出しであったものが430スクーデリアではナンバープレートの高さまで持ち上げられ、上方配置2本出しとなっている点などが異なる。ボディの中央には2本のグレーのストライプが入る。
2008年5月、日本で発売された。新車価格は3,026万円。

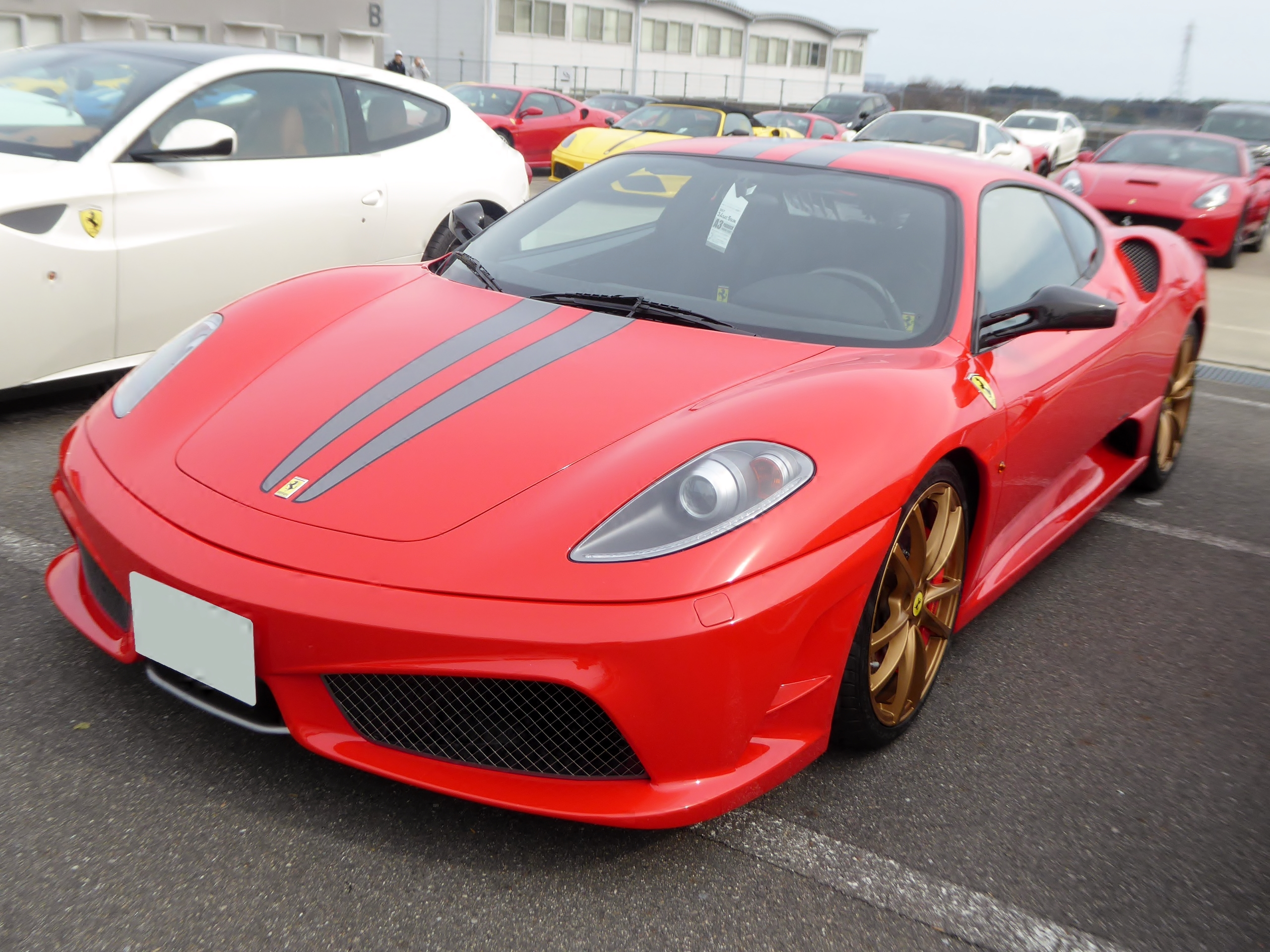
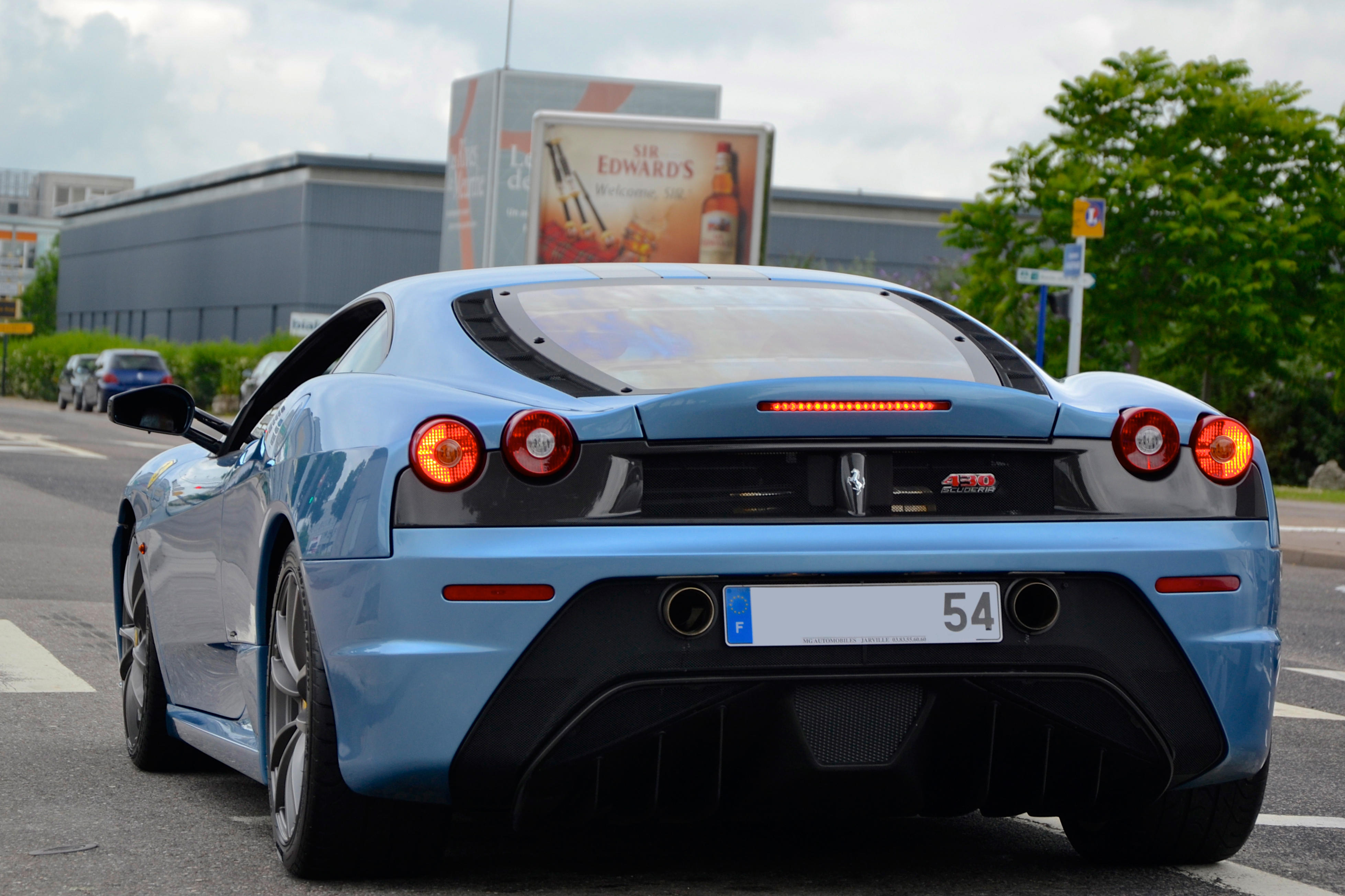
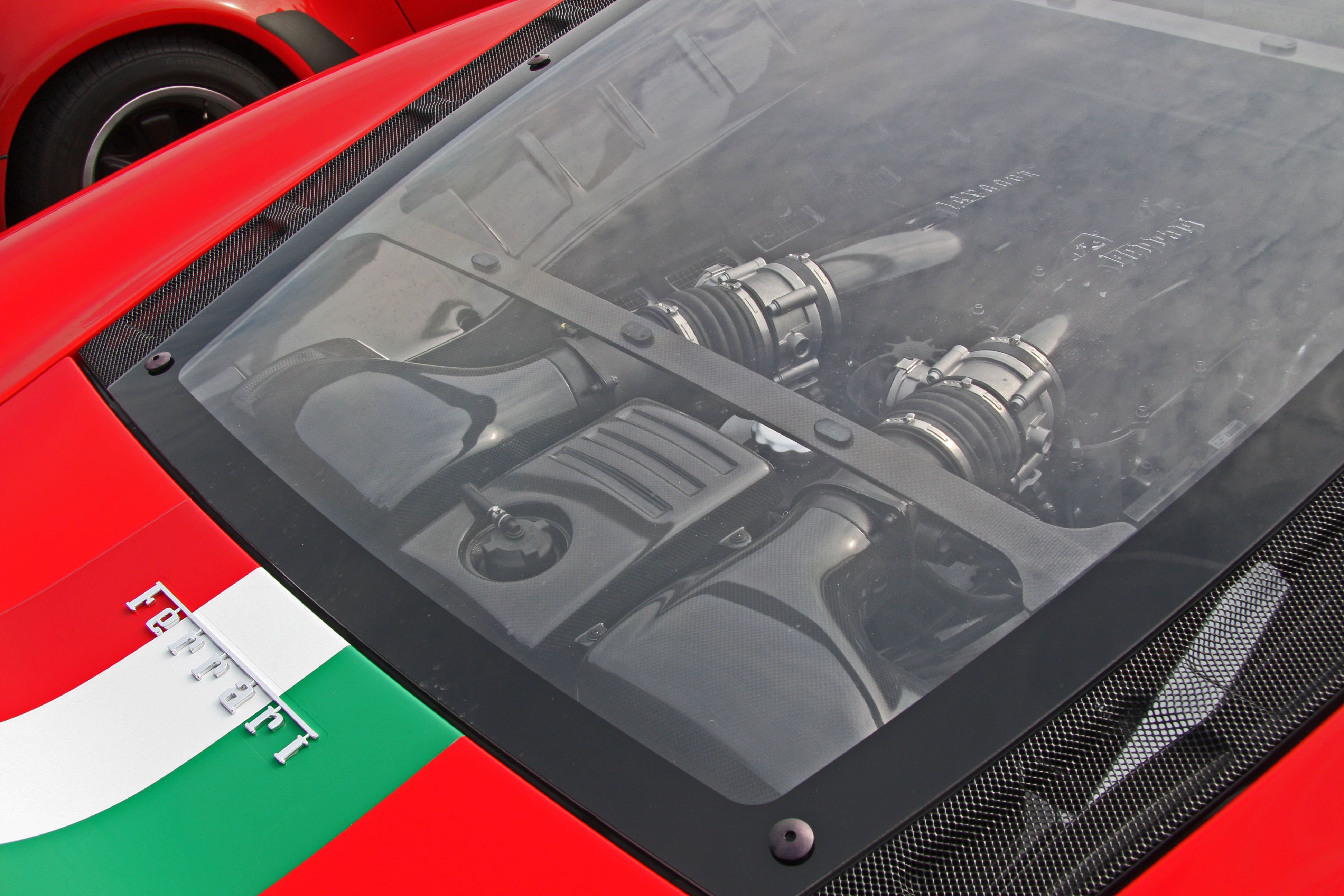

### スクーデリア・スパイダー16M
フォーミュラ1においてスクーデリア・フェラーリがコンストラクターズタイトル（自動車製造者部門）を史上最多の16回獲得した記念モデルである。430スクーデリアベースのオープンモデルで、世界で499台のみ製造され、日本には50台前後が正規輸入された。車名に430は付かない。430スクーデリアのシルエットを踏襲したオープンモデルであるが、外見の違いに、ボディ中心にブラックとそれを縁取るようにシルバーの細いラインが4本（標準）が入っている、また車体のラインをイタリアの国旗を現す緑・白・赤のライン（トリコロール）に変更することやラインを抜くことも可能である（新車オーダー時）、他には左右のフェラーリ・エンブレムの下に“16M SCUDERIA”のエンブレム、テールには“F1 CONSTRUCTORS 16 2008 WORLD CHAMPIONSHIPS”のエンブレム、またセンターコンソールの上部には“16M SCUDERIA SPIDER LIMITED 499”と499台の限定生産を表すエンブレムが付く。
最高出力380kW（510hp）/8,500rpm、車重は1,340kg、パワーウェイトレシオは2.6kg/PS、0-100km/h加速は3.7秒以下、最高速度は315km/h以上、スクーデリア・スパイダー16Mは最短60msでのシフトチェンジを可能にしたF1スーパーファースト2ギアボックスを採用することにより、フィオラノサーキットにて1995年同社より発表されたフェラーリF50のサーキットタイムを上回った史上最速のフェラーリのオープンスポーツであると発表された。

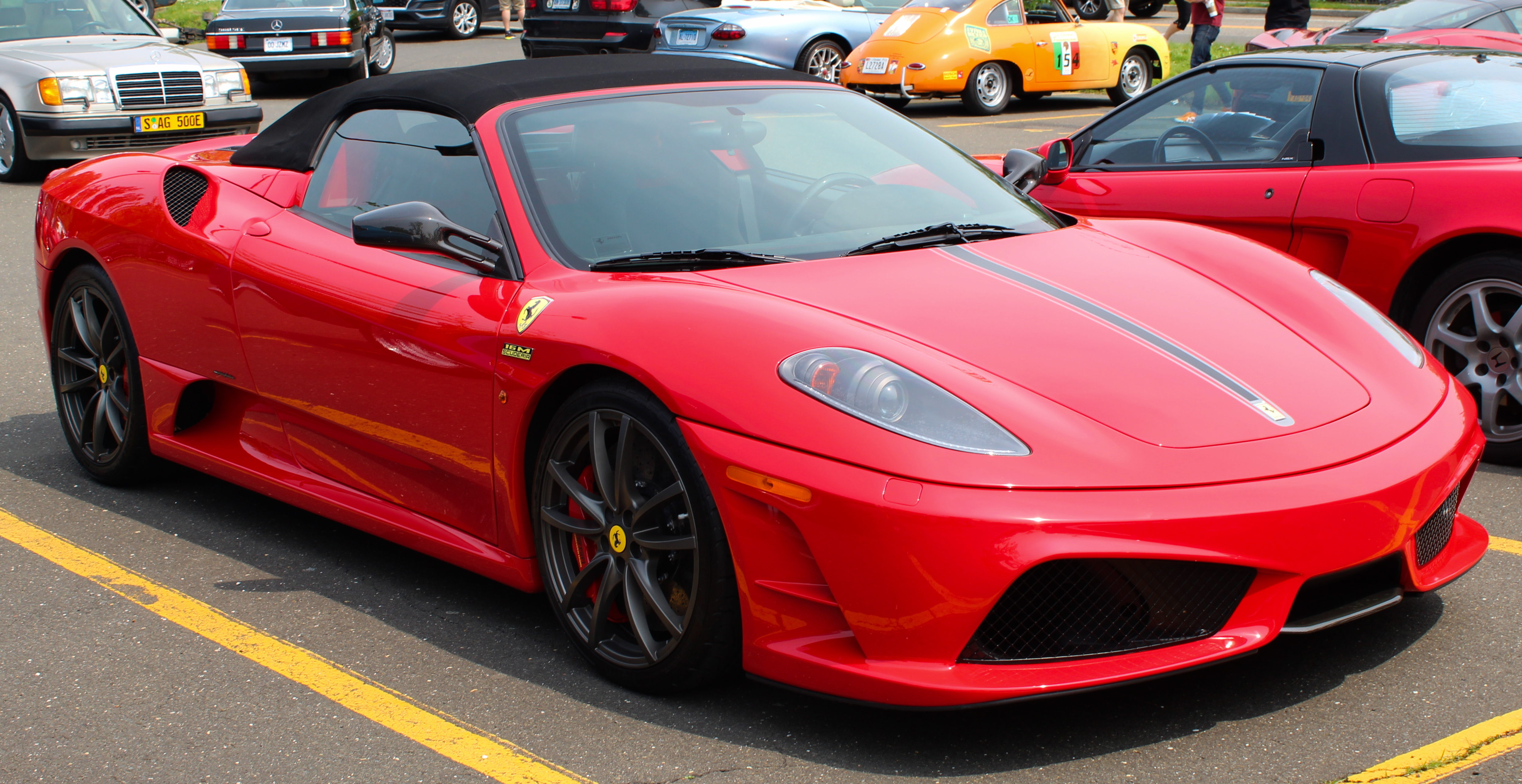
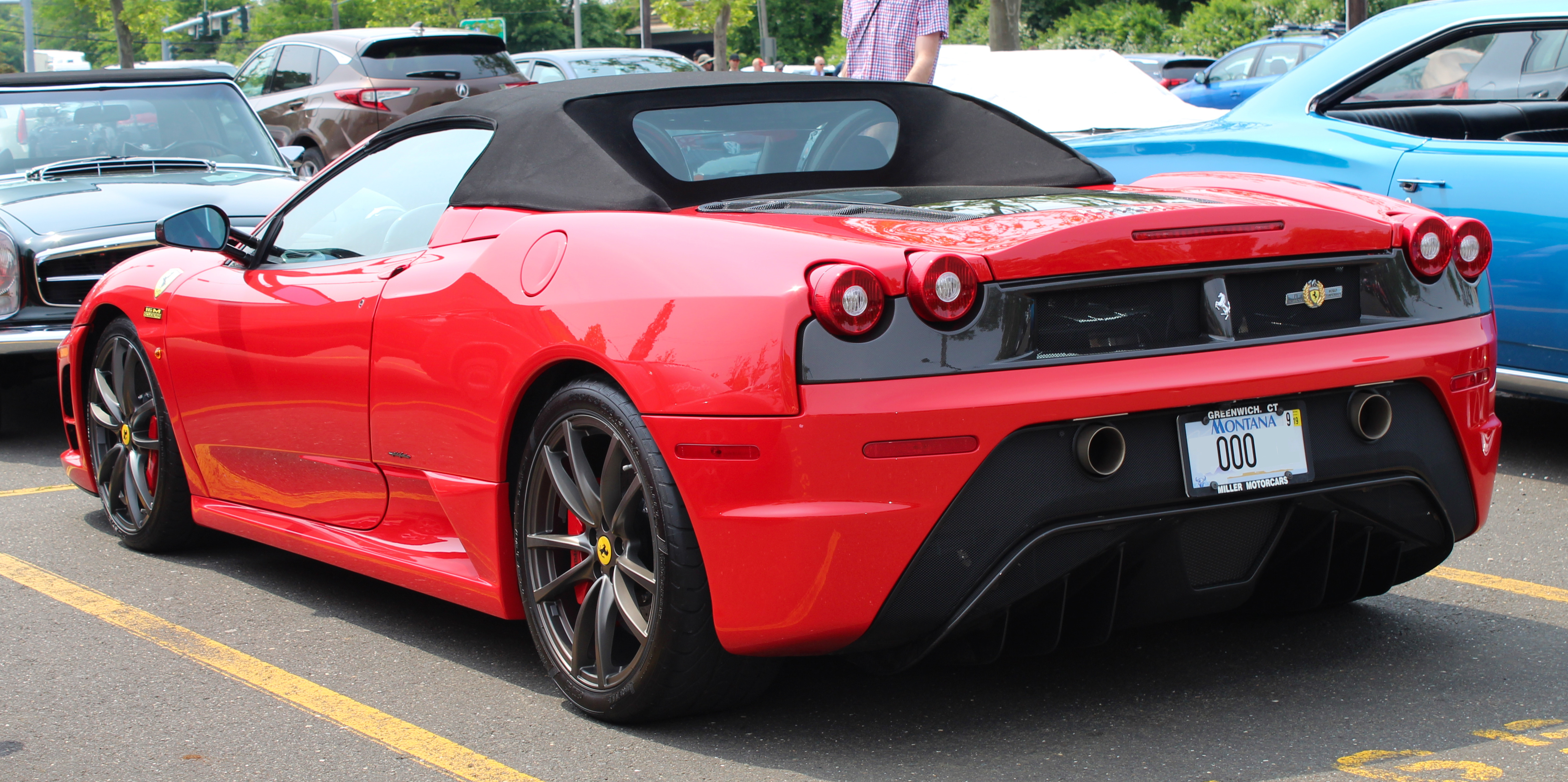

### F430Bio Fuel
F430Bio Fuelは2008年、北米国際オートショーで発表されたバイオエタノール車である。燃料はE85というエタノール85%、ガソリン15%の混合燃料を使用する。

### SP1
名古屋市在住のフェラーリコレクター、平松潤一郎のオーダーにより50年ぶりにフェラーリ社内で製作されたワンオフモデル。デザイナーはレオナルド・フィオラバンティ。

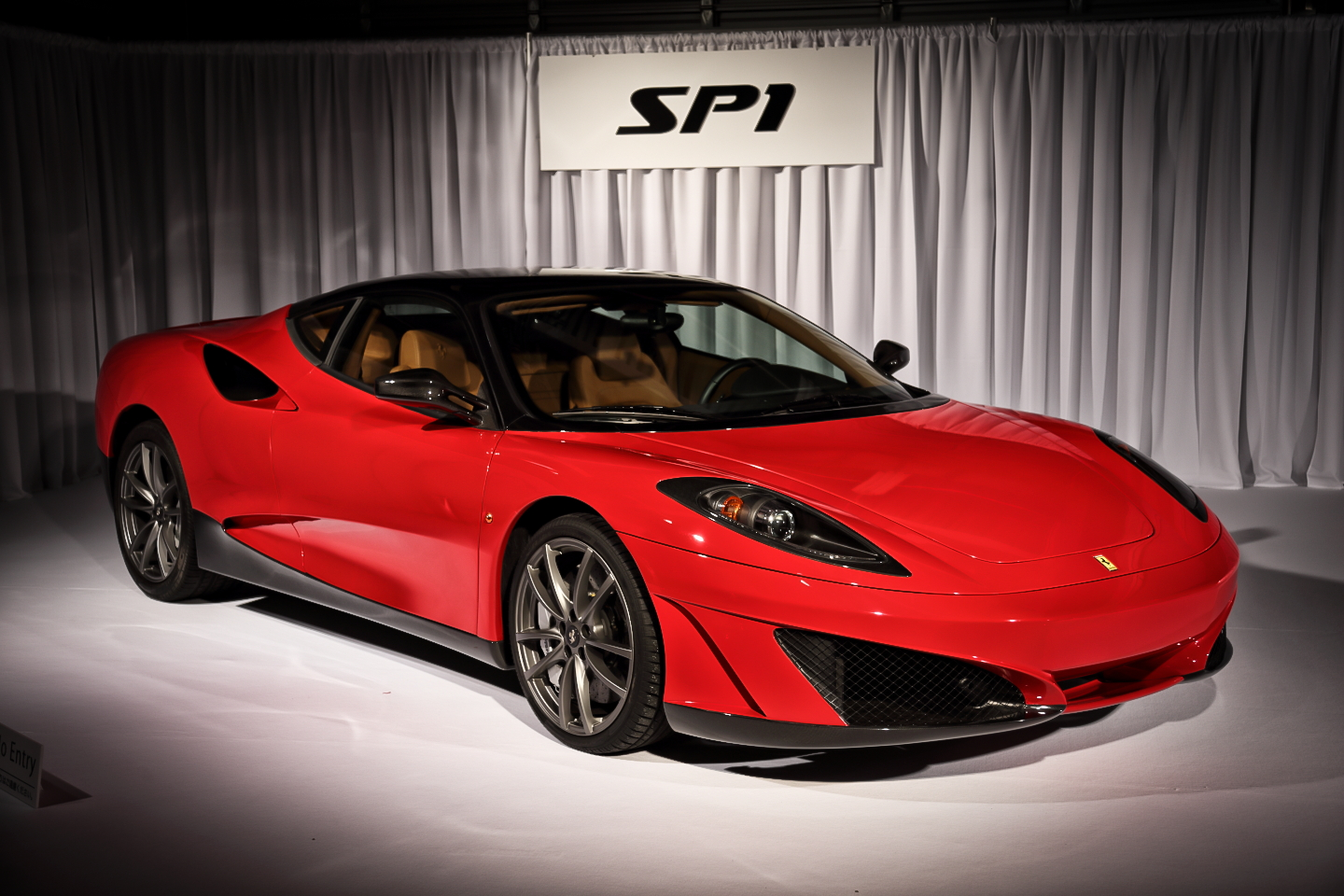

## モータースポーツへの参戦
レース仕様の「F430GT」がル・マン24時間レースなどに参戦するために作られている（なお、この場合レギュレーションの関係で排気量は4,000cc弱となる）。360の事実上の後継車のため、ワンメイクレースのベースカーもこの車にバトンタッチした。名称は「F430チャレンジ」。また、SUPER GTでは2008年度第5戦から参戦予定だったが、実際に開始するのは次年度初戦からとなった。

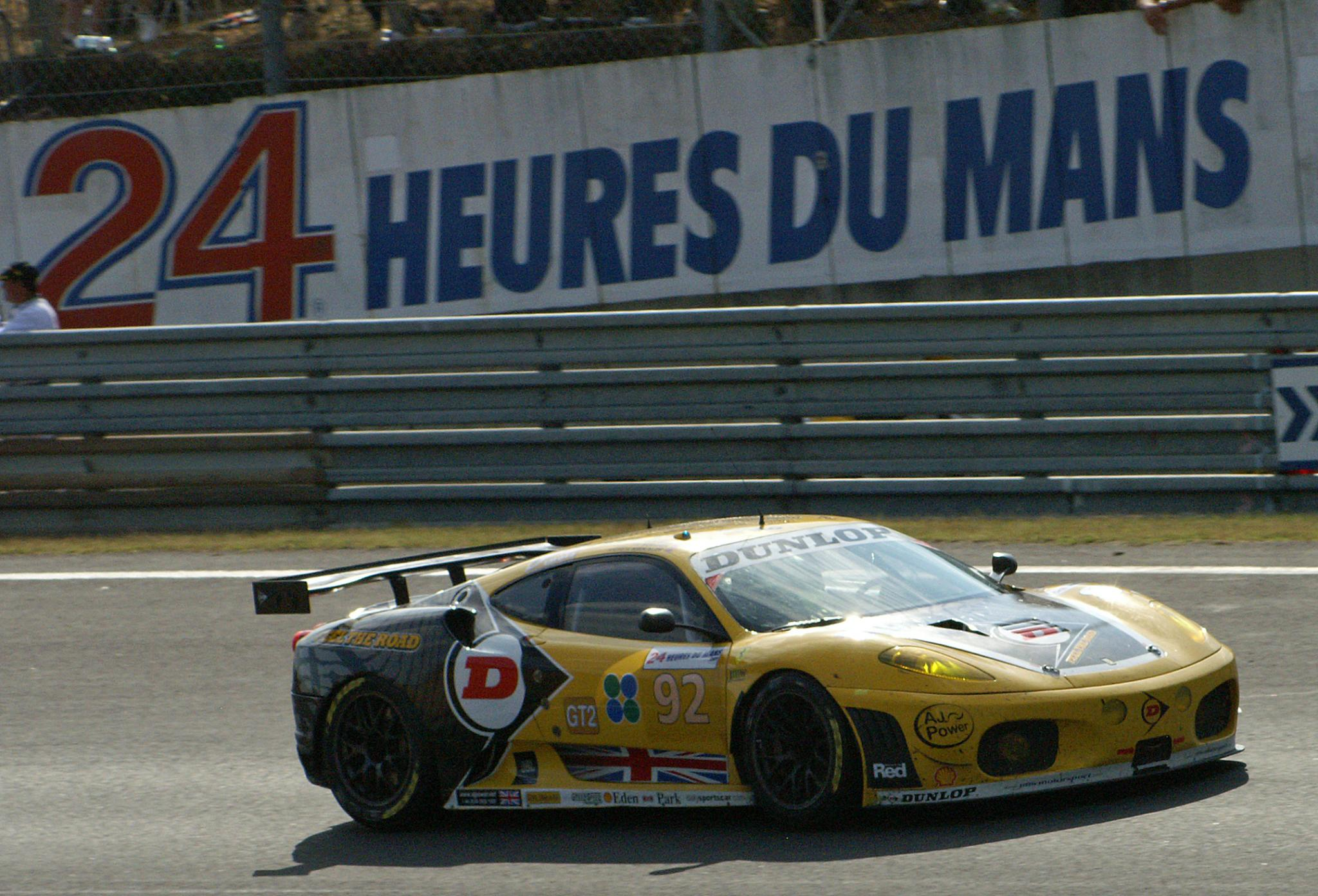
F430 GTC（JMWモータースポーツ）、2009年のル・マン24時間レースにて
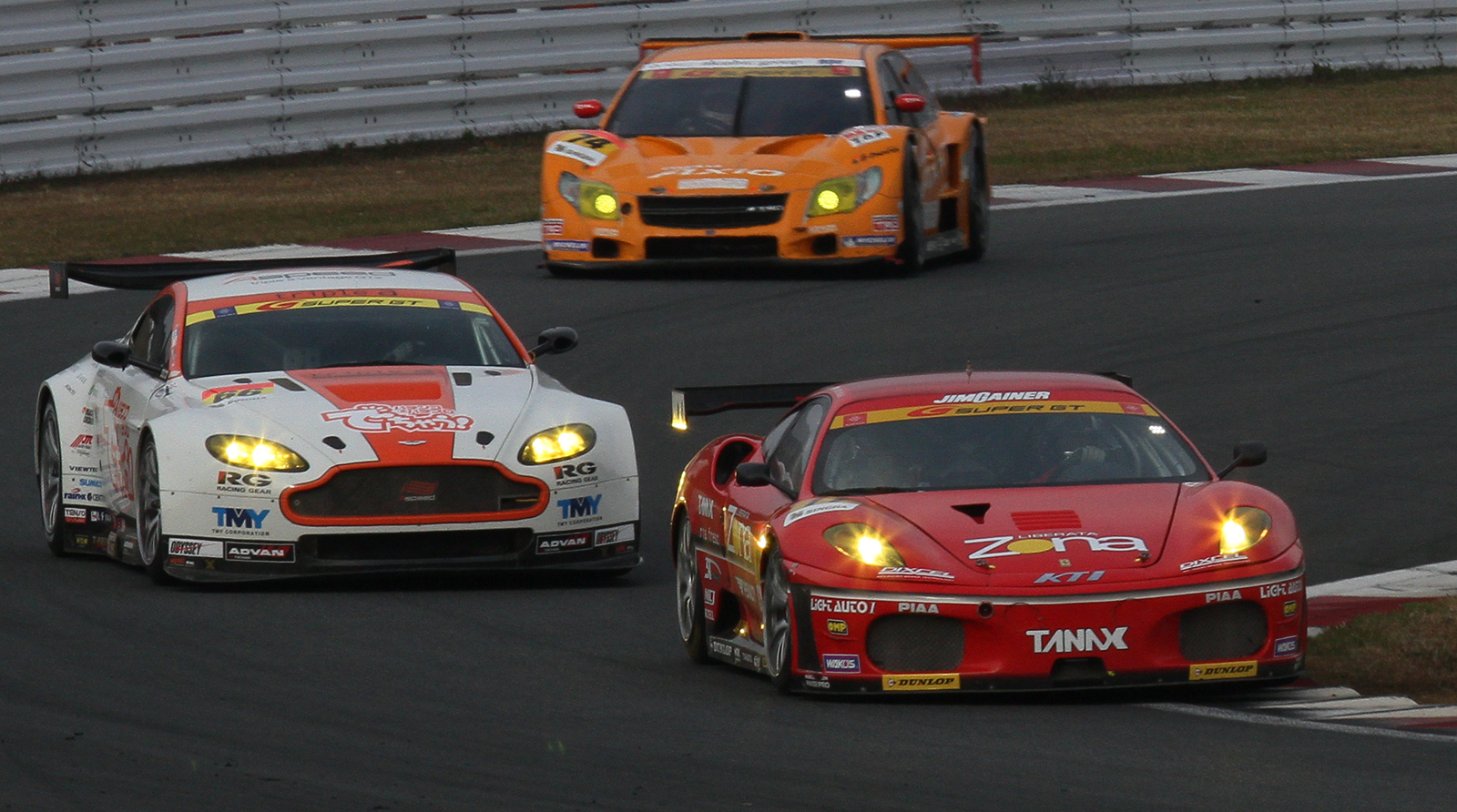
F430 GT300（手前側）
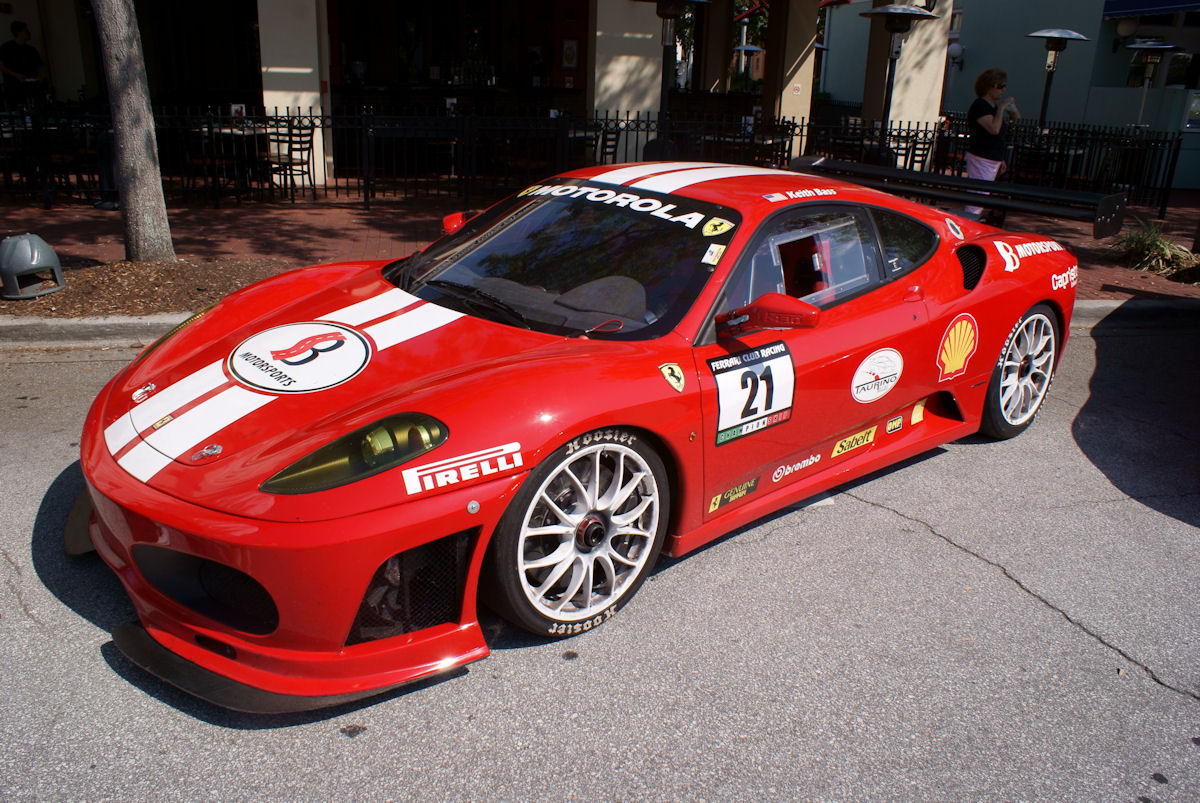
F430チャレンジ
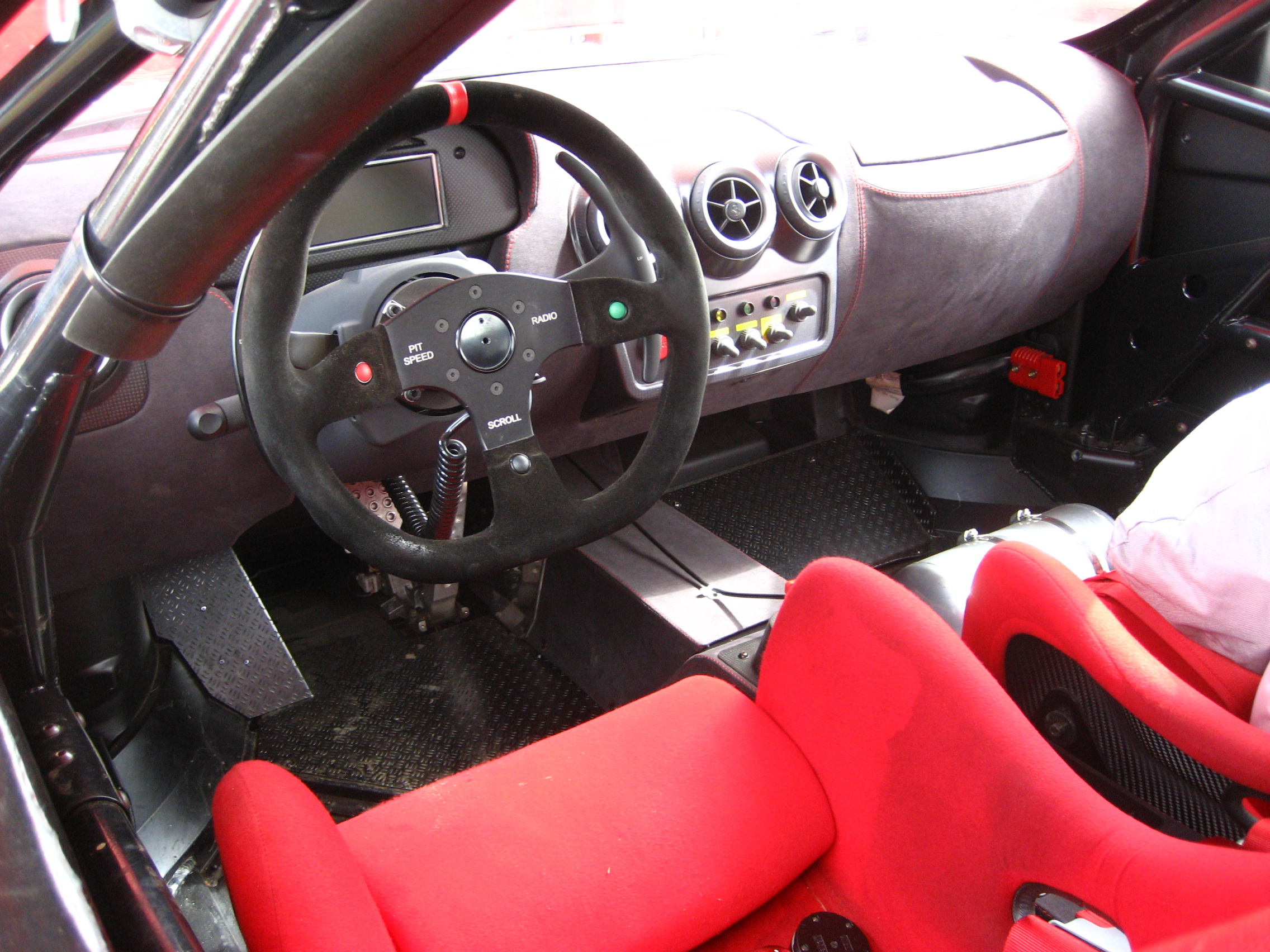
F430チャレンジ コックピット
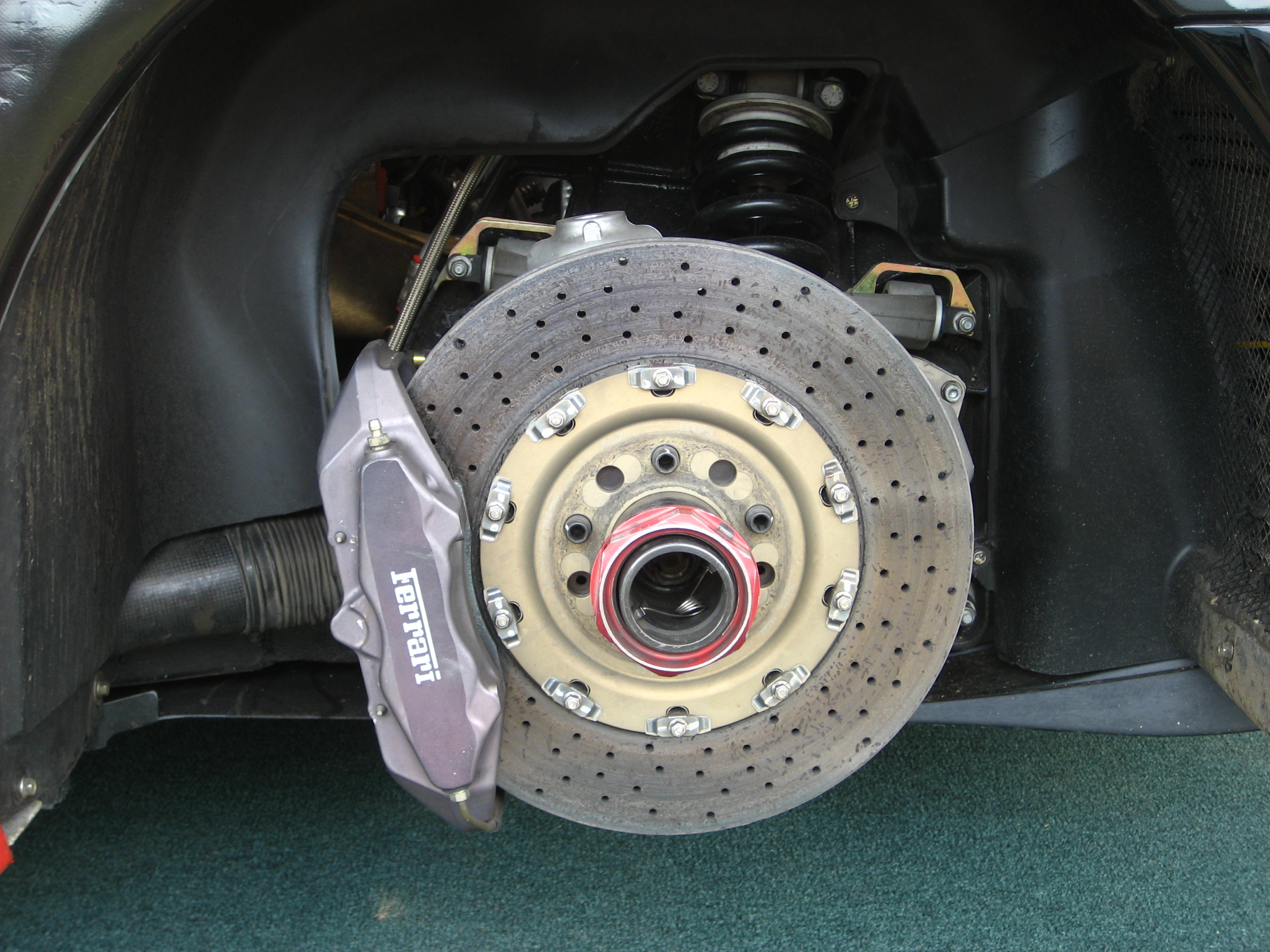
F430チャレンジで使用されているモダンなレーシングスタイルのセンターロック式ハブ